# Chabab Mohammédia
Chabab Mohammédia (arab. ‏شباب المحمدية‎) – marokański klub piłkarski, mający siedzibę w mieście Mohammédia. W sezonie 2020/2021 występuje w GNF 1.

## Historia
Klub został założony w 1948. Największym dotychczasowym sukcesem klubu było zdobycie mistrzostwa Maroka w 1980.

## Sukcesy
- Mistrzostwo Maroka (1 raz): 1980
- Coupe du Trône (2 razy): 1972, 1975
- Puchar Zdobywców Pucharów Maghrebu (1 raz): 1973

## Reprezentanci grający w klubie
- Ahmed Faras